# Липнишка екопътека
Липнишка екопътека се намира в близост до село Липница, община Ботевград. На около 82 км североизточно от София и на около 14 км северно от гр. Ботевград. 
Екопътеката е живописна и включва множество водни каскади, пещери и красиви скални образувания. Основните природни забележителности по протежението й са: местност Желязна вода, Малък липнишки водопад, Голям липнишки водопад Скочи вода, Меча поляна, пещера Водна пещ.
Началната точка на Липнишката екопътека, с координати 42.998432, 23.757964, се намира край шосето в посока село Липница /преди отбивката за село Боженица/ и е обозначена с дървено информационно табло и указателно стрелки. 
Крайната точка на маршрута е Меча поляна и намиращата се непосредствено до нея - пещера Водната пещ /43.01347641210702, 23.748292063725188/.
Непосредствено под Меча поляна се намира Лунният календар – свидетелство за създадената някога там, древна обсерватория. В скалите са оформени 24 изображения на лунни фази – 12 контурни, 7 вкопани и 5 барелефни знаци, разположени върху два външни скални откоса.
Друга забележителност в рамките на трасето е Големият Липнишки водопад. За да стигнете до него, трябва да се отклоните по горска пътека, вдясно от основния маршрут, която е обозначена с жълта табела. Водопадът е с височина около 15 метра и е пълноводен основно през пролетния сезон след топенето на снеговете. Зад водната струя се откроява красива пещера.
Разстоянието от началото до края на екопътеката е около 2,2 км. По маршрута са изградени пейки, беседки за отдих, люлки и дървени мостчета.
Допълнителни обекти на пешеходно разстояние в района на с. Липница са: крепост Паница кале, оброк „Свети Илия“, панорамна пейка в местност „Пожарака“, Стражева кула, пещера Очите, Проходна пещера.